# Skive fH (féminines)
Actualités
La section féminines du Skive fH est un club danois de handball basé à Skive dans le Jutland central. Le club évolue en Championnat du Danemark de handball féminin  (Danish Women's Handball League / Damehåndboldligaen).

## Effectif actuel
| N° | Nom                     | Nationalité | Position         |
| -- | ----------------------- | ----------- | ---------------- |
| 1  | Julie Gade              | Danemark    | Gardienne de but |
| 2  | Anne-Kathrine Danielsen | Danemark    | Ailière droite   |
| 4  | Majbritt Toft Hansen    | Danemark    | Pivot            |
| 7  | Jane Schumacher         | Danemark    | Demi-centre      |
| 8  | Ilda Kelpic             | Danemark    | Arrière          |
| 9  | Stine Bodholt Nielsen   | Danemark    | Pivot            |
| 10 | Nadja Lærke Jensen      | Danemark    | Arrière droit    |
| 11 | Line Haugsted           | Danemark    | Arrière gauche   |
| 13 | Mathilde Kristensen     | Danemark    | Pivot            |
| 15 | Sidsel Bodholt Nielsen  | Danemark    | Arrière          |
| 17 | Anne-Sofie Ernstrøm     | Danemark    | Gardienne de but |
| 18 | Rikke Vestergaard       | Danemark    | Arrière          |
| 21 | Lotte Jensen            | Danemark    | Arrirère         |
| 23 | Kathrine Hansen         | Danemark    |                  |
| 24 | Ditte Kelså             | Danemark    | Ailière gauche   |
| 28 | Hanne Nielsen           | Danemark    | Pivot            |
| 90 | Mette Jensen            | Danemark    | Ailière droite   |